# Liste der Bodendenkmäler in Issum
Die Liste der Bodendenkmäler in Issum enthält die denkmalgeschützten unterirdischen baulichen Anlagen, Reste oberirdischer baulicher Anlagen, Zeugnisse tierischen und pflanzlichen Lebens und paläontologischen Reste auf dem Gebiet der Gemeinde Issum im Kreis Kleve in Nordrhein-Westfalen (Stand: September 2020). Diese Bodendenkmäler sind in Teil B der Denkmalliste der Gemeinde Issum eingetragen; Grundlage für die Aufnahme ist das Denkmalschutzgesetz Nordrhein-Westfalen (DSchG NRW).
| Bild | Bezeichnung                         | Lage  | Beschreibung | Bauzeit | Eingetragen seit | Denkmal- nummer |
| ---- | ----------------------------------- | ----- | --- | ------- | ---------------- | --------------- |
|      | Grabhügelgruppe Issum - Hochwald    | Issum | 3,5 km ONO der Ortsmitte von Issum liegt östlich vom Hochwald, am W-rand des Staatsforstes Xanten, eine Grabhügelgruppe, bestehend aus vier Grabhügeln unterschiedl. Größe und Höhe: - Hügel Nr. 1 Durchmesser 15 m; Plateau 5 m Höhe 0,75 m - Hügel Nr. 2 Durchmesser 16,5 m; Plateau ./. Höhe ? - Hügel Nr. 3 Durchmesser 9 m; Plateau./. Höhe ? - Hügel Nr. 4 Durchmesser 16 m; Plateau 7 m Höhe 1,01 m |         | 14.12.1983       | 1               |
|      | Grabhügelgruppe Issum - Hochwald    |       | 3,1 km nordöstlich der Ortsmitte von Issum liegen östlich von Hochwald, am Waldrand des Staatsforstes Xanten, beiderseits das die Kreise Kleve und Wesel trennenden Strohweges, die Reste eines ursprünglichausgedehnten Grabhügelfeldes. Von diesem Grabhügelfeld, dass 1930/31 von R. Stampfuß u. 1963 von L.H. Garfield untersucht wurde, sind nur noch wenige Grabhügel in einer Waldparzelle am SO-Rand der Bönninghardt erhalten. Bei der Begehung am 30.7.79 konnten nur noch 3 völlig verflachte Grabhügel festgestellt werden. Der Durchmesser des Hügels Nr. 1 beträgt 9 m, seine Höhe 0,3 m. Er wird von seiner NW-Seite vom Weg überschnitten. Hügel Nr. 2 mit ebenfalls 9 m Durchmesser liegt mitten im Weg und ist Wie der wenige Meter nordöstlich im Wald gelegene, große Hügel Nr. 3 völlig verflacht. |         | 14.12.1983       | 2               |
|      | Maelen-Schanze                      |       | 2,2 km südlich der Ortsmitte von Issum liegt unmittelbar östlich der Straße von Issum nach Sevelen beim Spechthof im freien Wiesengelände die Maelen-Schanze. Sie gehört zu den 25 größeren und kleineren Schanzen die zum Schutz der Bauarbeiten an der Fossa Eugeniana (vgl. KLE 97) zwischen 1626 u. 1633 errichtet wurden. In der Umgebung der Maelen-Schanze haben sich keine Spuren der Fossa erhalten, auch die Tranchotkarte zeigt die Schanze merkwürdigerweise mitten in der Trasse der Fossa. Möglicher- weise waren hier die Bauarbeiten noch nicht sehr weit gediehen. In ihrer Anlage folgt die Maelen-Schanze dem Muster der Fossa-Schanzen 97 E und F: eine Wallanlage von annähernd quadratischem Grundriss mit 4 Eckbastionen und vertieftem Innenraum. Eine Planaufnahme liegt bisher nicht vor. |         | 15.12.1983       | 3               |
|      | Hasewitz-Schanze                    |       | 2,5, km südwestlich der Ortsmitte von Issum liegt in der Sevelener Heide, südlich der Fossa Eugeniana, in der Flur „In den Hövelten“ die Hasewitz-Schanze. Sie gehört zu den 25 größeren und kleineren Schanzen, die zu den Bauarbeiten an der Fossa Eugeniana (vgl. KLE 57) zwischen 1626 und 1633 errichtet wurden. Die auch in der Tranchotkarte wiedergegebene Anlage der Schanze entspricht völlig dem Muster der Fossa–Schanzen KLE 57 E und G: eine Wallanlage von annähernd quadratischem Grundriss mit 4 Eckbastionen und vertieften Innenraum. Die mit lichtem Nadelwald bestandene Hasewitz-Schanze ist die am besten erhaltene Fossa-Schanze des Kreises Kleve. Eine Planaufnahme liegt bisher nicht vor. |         | 15.12.1983       | 4               |
|      | Stenderschanze                      |       | 2,75 km SSO der Ortsmitte von Issum und 300 m südöstlich vom Stendershof liegt im Wald unmittelbar an einer Nebenstelle die Stenders-Schanze. Sie gehört zu den 25 größeren und kleineren Schanzen, die zum Schutz der Bauarbeiten an der Fossa Eugeniana (vgl. KLE 97) zwischen 1626 und 1633 errichtet wurden. Die auch in der Tranchotkarte wiedergegebene Anlage der Schanze entspricht völlig dem Muster der Fossa-Schanzen KLE 97 E , F und G: eine Wallanlage von annähernd quadratischem Grundriss mit 4 Eckbastionen und vertieften Innenraum. Zusätzlich weist die Stenders-Schanze einen ausgeprägten Graben auf. Eine Planaufnahme liegt bisher nicht vor. |         | 15.12.1983       | 5               |
|      | Mehrteilige Burganlage, Haus Issum  |       | Am Ostrand des Ortskernes von Issum liegt Haus Issum. Die mehrteilige Burganlage wird von Gräben umgeben, an ihrer NW-Seite fließt die Fleuth vorbei. Die Schlossgebäude sind ein Neubau aus der 2. Hälfte des 16. Jhs. und dienen seit 1912 als Sitz der Gemeindeverwaltung. Sie stehen auf der ehemaligen Vorburg, die durch einen Graben von einer nordöstlich gelegenen Insel von trapezoidalem Grundriss getrennt ist. Die maximale Ausdehnung der Insel beträgt ca. 45 m von NW nach SO und ca. 40 m von NO nach SW. Sie bildete ursprünglich die Hauptburg in Gestalt einer Motte und war Standort des schon im 14. Jh. erwähnten und 1551 zerstörten Rittersitzes. Während der Bauarbeiten des neuen Verwaltungsgebäudes wurden umfangreiche Mauerreste und Feldbrandziegeln entdeckt. |         | 15.12.1983       | 6               |
|      | Hoerstgener Schanze                 |       | 900 m südwestlich der Ortsmitte von Hoerstgen und 300 m südöstlich von Haus Frohnenbruch liegen in Der Flur „Op den Hövel“ Teile eines großen Erdwerkes. Es handelt sich um den Rest einer der 25 größeren und kleineren Schanzen, die zum Schutz der Bauarbeiten an der Fossa Eugeniana zwischen 1626 und 1633 errichtet wurden. Die auch in der Tranchotkarte als „Hoerstger Schanze“ wiedergegebene Anlage scheint in etwas kleinerem Maßstab dem Muster der übrigen Fossa-Schanzen zu folgen. Die Schanze bildete demnach ursprünglich eine annähernd quadratische Wallanlage mit 4 Eckbastionen und einem vertieften Innenraum. Heute ist jedoch nur noch die nördliche Hälfte mit 2 Bastionen erhalten. |         | 16.12.1983       | 7               |
|      | Sevelener Landwehr                  |       | Von Geldern kommend, zieht der Landwehrbach zunächst in südlicher, dann in östlicher Richtung und tritt in der Vorster Heide in die Gemarkung Sevelen ein. Von einem Punkt 650 m nördlich der Ortsmitte von Vorst biegt der Landwehrbach etwas nach SO um. Auf den folgenden 1400 m bis zum Schnittpunkt mit der Hoerstgener Straße, 350 m nördlich der Kirche von Sevelen, hat sich ein zweites Teilstück der Sevelener Landwehr – wenn auch in recht unterschiedlichem Zustand- erhalten. Den besten Eindruck vom ursprünglichen Aussehen der Landwehr vermittelt der 450 m lange Abschnitt unmittelbar nördlich von Sevelen zwischen der Issumer und der Hoerstgener Straße. Hier bestand die Landwehr offenbar aus drei Wällen mit beidseitig begleitenden Gräben. |         | 20.12.1983       | 8               |
|      | Schifffahrtskanal (Fossa Eugeniana) |       | Die `Fossa`s sind das größte obertägige Bodendenkmal des Kreises Kleve und sind -von einer größeren Lücke im Raum Geldern abgesehen- noch über ihren gesamten Verlauf hinweg zu verfolgen. Eine detaillierte Beschreibung der über 20 km langen Fossa kann hier allerdings nicht gegeben werden. Der 7 km lange, südwestliche Abschnitt der Fossa am W-Rand der Gemeinde Straelen, nahe der niederländischen Grenze, stellt sich vorwiegend als flache Senke mit einem kleinen Bachlauf in der Mitte dar. Schanzen treten in diesem Abschnitt nicht auf. Der 2. Abschnitt reicht von der niederländischen Grenze im äußersten Norden der Gemeinde Straelen bis an die Straße Walbeck-Geldern. Dieser besonders gut erhaltene, 5,2 km lange Abschnitt, an dem die Schanzen A-D liegen, vermag am ehesten einen Eindruck vom Umfang und Ausmaß der Erdarbeiten zu vermitteln. Bei der Schanze A, unmittelbar an der niederländischen Grenze war offenbar eine Schleuse im Bau. Auch der 4 km lange 3. Abschnitt östlich von Geldern, in der Geldernschen und Sevelener Heide, der von der Kiesgrube ‚Am Pannofen‘ im Westen bis zur Maelen Schanze im Osten reicht und hauptsächlich im Wald verläuft, ist samt den drei Schanzen KLE 97 E , F und G sehr gut erhalten. Er befindet sich zu annähernd gleichen Teilen auf dem Boden der Gemeinden Geldern und Issum und bildet eine ausgeprägte, mit Wald und Buschwald bedeckte Senke.-Östlich der Maelen-Schanze ist der Verlauf der Fossa nicht genau verfolgbar. Der 4. und letzte zum Kreis Kleve, Gemeinde Issum, gehörige Abschnitt der Fossa ist 2,5 km lang und reicht vom Hof Whitthey im Westen bis zum Kellershof im Osten. An ihm liegen die Schanzen H und J. Die Fossa besteht in diesem Bereich nur aus einem kleinen Wassergraben. |         | 20.12.1983       | 9               |
|      | Wasserburg „Haus Steeg“             |       | |         | 01.02.1991       | 10              |